# ملعب ويست إند بارك الدولي للكريكت
ملعب ويست إند بارك الدولي للكريكيت هو ملعب للكريكيت في الدوحة، قطر. هذا هو أول ملعب للكريكيت في قطر.
في يونيو 2013 تم فتح الأرض للكريكيت مع افتتاح جراند مول هايبرماركت على أساسها. يمكن للملعب أن يستوعب 13،000 متفرج.

## التاريخ
تم تطوير ويست إند بارك من قبل إدارة العقارات القطرية بالتعاون مع مؤسسة جاسم بن محمد بن ثاني للرعاية الاجتماعية. كما سيكون للنادي الرياضي في مشروع ويست إند بارك ملعب لكرة القدم وأربعة ملاعب للممارسة كريكيت وأربعة ملاعب لتنس الريشة وثماني ملاعب لكرة السلة.
يتألف المشروع من أربع دور سينما ومدرج في الهواء الطلق يضم 14،500 مقعد ومتنزه للأطفال ومطاعم ومرافق ترفيهية.
في ديسمبر 2013 أعلن عن استضافة أول بطولة اليوم الواحد للسيدات وبطولة توينتي توينتي في قطر في يناير 2014. شاركت الفرق النسائية الدولية من باكستان وجنوب أفريقيا وأيرلندا في مباريات البطولة السبع. كانت هذه أول بطولة على الإطلاق يشرف عليها المجلس الدولي للكريكيت.
في عام 2015 تم اختيار الملعب لاستضافة النسخة الأولى من مباريات دوري السوبر الباكستاني التي ستقام في فبراير 2016. لكن أعلن بعد ذلك أن المباريات ستقام في دبي والشارقة وبالتالي فإن الملعب لا يستطيع استضافة أول بطولة كبيرة بعد.

## بطولة اليوم الواحد الدولية للكريكيت للسيدات
استضاف الملعب مباريات بطولة اليوم الواحد الدولية للكريكيت للسيدات.
| المنتخب 1 | المنتخب 2    | الفائز         | الفارق   | العام |
| --------- | ------------ | -------------- | -------- | ----- |
| إيرلندا   | باكستان      | باكستان        | 132 ركضة | 2014  |
| إيرلندا   | جنوب أفريقيا | توقفت المباراة |          | 2014  |
| باكستان   | جنوب أفريقيا | باكستان        | 4 الوكت  | 2014  |
| إيرلندا   | باكستان      | باكستان        | 7 الوكت  | 2014  |
| إيرلندا   | جنوب أفريقيا | جنوب أفريقيا   | 7 الوكت  | 2014  |
| باكستان   | جنوب أفريقيا | جنوب أفريقيا   | 3 الوكت  | 2014  |
| باكستان   | جنوب أفريقيا | جنوب أفريقيا   | 4 الوكت  | 2014  |

## بطولة توينتي توينتي الدولية للكريكيت للسيدات
استضاف الملعب مباريات بطولة توينتي توينتي الدولية للكريكيت للسيدات.
| المنتخب 1 | المنتخب 2    | الفائز       | الفارق  | العام |
| --------- | ------------ | ------------ | ------- | ----- |
| إيرلندا   | باكستان      | إيرلندا      | 6 الوكت | 2014  |
| باكستان   | جنوب أفريقيا | جنوب أفريقيا | 6 الوكت | 2014  |
| إيرلندا   | جنوب أفريقيا | جنوب أفريقيا | 46 ركضة | 2014  |
| إيرلندا   | باكستان      | باكستان      | 21 ركضة | 2014  |
| إيرلندا   | جنوب أفريقيا | جنوب أفريقيا | 9 الوكت | 2014  |
| باكستان   | جنوب أفريقيا | جنوب أفريقيا | 7 الوكت | 2014  |
| باكستان   | جنوب أفريقيا | جنوب أفريقيا | 7 الوكت | 2014  |